# 2018년 동계 올림픽 우즈베키스탄 선수단
2018년 동계 올림픽 우즈베키스탄 선수단은 2018년 2월 9일부터 25일까지 대한민국 평창에서 개최된 2018년 동계 올림픽에 참가한 올림픽 카자흐스탄 선수단이다. 우즈베키스탄은 이번이 통산 7번째 동계 올림픽 대회 참가이다.
이번 대회에서는 남자 선수 두 명이 알파인 스키와 피겨스케이팅 두 종목에 출전한다.

## 참가 선수
| 종목         | 남자 | 여자 | 종합 |
| ------------ | ---- | ---- | ---- |
| 알파인스키   | 1    | 0    | 1    |
| 피겨스케이팅 | 1    | 0    | 1    |
| 종합         | 2    | 0    | 2    |

## 메달 집계

### 종목별 메달 집계
| 종목 | 1 | 2 | 3 | 합계 |
| 합계 |   |   |   |      |

## 종목별 성적

### 알파인스키
우즈베키스탄에는 총 한 명의 선수가 배정됐다.
남자
- 코밀존 투흐타예프

### 피겨스케이팅
핀란드 헬싱키에서 열린 2017년 세계 피겨스케이팅 선수권 대회 순위에 따라 한 명의 남자 선수가 배정됐다.
| 선수    | 세부 종목 | 쇼트 프로그램 | 쇼트 프로그램 | 프리 스케이팅 | 프리 스케이팅 | 합계 | 합계 |
| 선수    | 세부 종목 | 점수          | 순위          | 점수          | 순위          | 점수 | 순위 |
| 미샤 게 | 남자 싱글 |               |               |               |               |      |      |